# Elezioni generali in Uruguay del 1994
Le elezioni generali in Uruguay del 1994 si tennero il 27 novembre per l'elezione del Presidente e il rinnovo dell'Assemblea generale (Camera dei rappresentanti e Camera dei senatori).

## Risultati
| Candidati               | Voti      | %     | Lista             | Voti      | %     | Seggi Camera | Seggi Senato |
| ----------------------- | --------- | ----- | ----------------- | --------- | ----- | ------------ | ------------ |
| Julio María Sanguinetti | 500.760   | 24,71 | Partito Colorado  | 656.426   | 32,35 | 32           | 11           |
| Jorge Batlle Ibáñez     | 102.551   | 5,06  | Partito Colorado  | 656.426   | 32,35 | 32           | 11           |
| Jorge Pacheco Areco     | 51.935    | 2,56  | Partito Colorado  | 656.426   | 32,35 | 32           | 11           |
| Alberto Volonté         | 301.655   | 14,89 | Partito Nazionale | 633.384   | 31,21 | 31           | 10           |
| Juan Andrés Ramírez     | 264.255   | 13,04 | Partito Nazionale | 633.384   | 31,21 | 31           | 10           |
| Carlos Julio Pereyra    | 65.650    | 3,24  | Partito Nazionale | 633.384   | 31,21 | 31           | 10           |
| Tabaré Vázquez          | 621.226   | 30,61 | Fronte Ampio      | 621.226   | 30,61 | 31           | 9            |
| Rafael Michelini        | 104.773   | 5,16  | Nuovo Spazio      | 104.773   | 5,16  | 5            | 1            |
| Rodolfo Tálice          | 5.498     | 0,27  | Partito Verde     | 5.498     | 0,27  | -            | -            |
| Altri                   | 7.972     | 0,39  | -                 | 7.972     | 0,39  | -            | -            |
| Totale                  | 2.026.275 |       |                   | 2.026.275 |       | 99           | 31           |